# Федченко Володимир Петрович
Володи́мир Петро́вич Фе́дченко — полковник Збройних сил України, учасник російсько-української війни. Командир 3-ї окремої танкової бригади.

## Життєпис
Закінчив Національний університет оборони України імені Івана Черняховського (2019).

### 30-річчя Незалежності України
24 серпня 2021 року українська співачка Єсенія Селезньова подарувала йому квіти. Своїм вчинком вона довела до сліз Президента України Володимира Зеленського та осіб, котрі перебували під час урочистостей.

## Нагороди
- орден Богдана Хмельницького III ступеня (17 травня 2019) — за значні особисті заслуги у захисті державного суверенітету та територіальної цілісності України, громадянську мужність, самовідданість у відстоюванні конституційних засад демократії, прав і свобод людини, вагомий внесок у культурно-освітній розвиток держави, активну волонтерську діяльність[3].
- орден «За мужність» III ступеня (10 жовтня 2015) — за особисту мужність і високий професіоналізм, виявлені у захисті державного суверенітету та територіальної цілісності України, вірність військовій присязі[4].
- орден «За розбудову України» (2015)[5].